# Craig Herr
Craig Herr (né le 24 mai 1970 à Louisville, dans l'État du Kentucky aux États-Unis) est un joueur professionnel américain de hockey sur glace.

## Carrière en club
En 1988, il commence sa carrière avec l'université de Saint John dans la NCAA. Il passe professionnel avec les Monarchs de Greensboro dans l'ECHL en 1992.

## Statistiques
| Saison    | Équipe                      | Ligue |    | Saison régulière | Saison régulière | Saison régulière | Saison régulière | Saison régulière |   | Séries éliminatoires | Séries éliminatoires | Séries éliminatoires | Séries éliminatoires | Séries éliminatoires |
| Saison    | Équipe                      | Ligue | PJ | B                | A                | Pts              | Pun              | PJ               | B | A                    | Pts                  | Pun                  |                      |                      |
| 1988-1989 | Red Storm de Saint John     | NCAA  | 23 | 6                | 17               | 23               | 0                | -                | - | -                    | -                    | -                    |                      |                      |
| 1989-1990 | Red Storm de Saint John     | NCAA  | 23 | 18               | 36               | 54               | 0                | -                | - | -                    | -                    | -                    |                      |                      |
| 1990-1991 | Red Storm de Saint John     | NCAA  | 26 | 23               | 17               | 40               | 0                | -                | - | -                    | -                    | -                    |                      |                      |
| 1991-1992 | Red Storm de Saint John     | NCAA  | 23 | 33               | 28               | 61               | 0                | -                | - | -                    | -                    | -                    |                      |                      |
| 1992-1993 | Monarchs de Greensboro      | ECHL  | 28 | 9                | 16               | 25               | 22               | 1                | 0 | 0                    | 0                    | 2                    |                      |                      |
| 1992-1993 | Falcons de Détroit          | CoHL  | 26 | 10               | 10               | 20               | 22               | -                | - | -                    | -                    | -                    |                      |                      |
| 1993-1994 | Blast de Huntsville         | ECHL  | 68 | 20               | 23               | 43               | 108              | 3                | 2 | 0                    | 2                    | 2                    |                      |                      |
| 1994-1995 | Tiger Sharks de Tallahassee | ECHL  | 14 | 1                | 8                | 9                | 10               | -                | - | -                    | -                    | -                    |                      |                      |
| 1994-1995 | Express de Roanoke          | ECHL  | 48 | 24               | 29               | 53               | 54               | 8                | 0 | 2                    | 2                    | 14                   |                      |                      |
| 1995-1996 | Express de Roanoke          | ECHL  | 59 | 17               | 22               | 39               | 116              | 3                | 0 | 0                    | 0                    | 15                   |                      |                      |

## Statistiques de roller-hockey
| Saison | Équipe                   | Ligue |    | Saison régulière | Saison régulière | Saison régulière | Saison régulière | Saison régulière |   | Séries éliminatoires | Séries éliminatoires | Séries éliminatoires | Séries éliminatoires | Séries éliminatoires |
| Saison | Équipe                   | Ligue | PJ | B                | A                | Pts              | Pun              | PJ               | B | A                    | Pts                  | Pun                  |                      |                      |
| 1994   | River Rats de Sacramento | RHI   | 20 | 15               | 26               | 41               | 16               | -                | - | -                    | -                    | -                    |                      |                      |
| 1995   | River Rats de Sacramento | RHI   | 24 | 14               | 19               | 33               | 28               | -                | - | -                    | -                    | -                    |                      |                      |